# Ovodynerus ashtonensis
Ovodynerus ashtonensis är en stekelart som beskrevs av Gusenleitner 2005. Ovodynerus ashtonensis ingår i släktet Ovodynerus och familjen Eumenidae. Inga underarter finns listade i Catalogue of Life.